# Defant Bank
Defant Bank är en sandbank i Antarktis. Den ligger i havet utanför Östantarktis. Argentina och Storbritannien gör anspråk på området.